# Mithrodia
Mithrodia is een geslacht van zeesterren uit de familie Mithrodiidae.

## Soorten
- Mithrodia bradleyi Verrill, 1870
- Mithrodia clavigera (Lamarck, 1816)
- Mithrodia fisheri Holly, 1932